# Nanjungan (Kikim Selatan)
Nanjungan is een bestuurslaag in het regentschap Lahat van de provincie Zuid-Sumatra, Indonesië. Nanjungan telt 1131 inwoners (volkstelling 2010).